# Piero Gondolo della Riva
Piero Gondolo della Riva, né à Coni le 3 juin 1948, est un collectionneur et vernien italien.

## Biographie
Issu d'une famille de la noblesse italienne, il commence à collectionner dès l'enfance des voitures miniatures et des figurines ainsi que des documents sur l'histoire de Coni.
À 13 ans, il se passionne pour le monde de Jules Verne et commence à recueillir des livres et des objets sur lui ainsi que de nombreuses lettres. Il finit par constituer une collection extraordinaire avec des milliers de pièces que la ville d'Amiens achètera en 2000.
En parallèle, il débute en 1963 la rédaction de la bibliographie analytique de Jules Verne qui sera publiée en deux volumes, en français, en 1977 et en 1985.
En 1986, il découvre dans les archives des héritiers de la famille de l'éditeur Pierre-Jules Hetzel, les Bonnier de la Chapelle, d'étranges changements dans les manuscrits qui lui sont présentés. Il parvient à prouver, malgré le déni des descendants, que les derniers textes de Jules Verne ainsi que les posthumes, ont été réécrits et transformés par Louis-Jules Hetzel et Michel Verne. Certains écrits sont même entièrement de la main de Michel (L'Agence Thompson and Co). À la suite de ses découvertes, les manuscrits originaux seront alors publiés par la Société Jules-Verne et les éditions de l'Archipel.
Piero Gondolo della Riva est aussi à l'origine de la découverte d'un manuscrit perdu de Jules Verne chez l'arrière-petit-fils de l'écrivain, Jean Verne, celui de Paris au XXe siècle qui sera publié en 1994 par les éditions Hachette.
Avocat à Turin, docteur en droit avec une thèse intitulé La pensée politique et l'utopie chez Jules Verne, il est vice-président de la Société Jules-Verne depuis 1994 et du Centre international Jules-Verne depuis 1980.
Le 10 octobre 2019, lors de l'inauguration de la salle Jules-Verne du Centre international Jules-Verne au cœur de l'Université de Picardie Jules-Verne, il présente une conférence sur Les apocryphes de Jules Verne.

## Travaux
On lui doit de nombreux articles sur Jules Verne, en particulier dans le Bulletin de la Société Jules-Verne et dans la Revue Jules Verne, des préfaces et des postfaces, ainsi que les ouvrages suivants : 
- Bibliographie analytique de toutes les œuvres de Jules Verne, T.I, Société Jules-Verne, 1977
- Bibliographie analytique de toutes les œuvres de Jules Verne, T.II, Société Jules-Verne, 1985
- Jules Verne et la Revue des Deux-Mondes , in Revue des Deux-Mondes, mai 1994 (Lire en ligne)
- Correspondance inédite de Jules Verne et de Pierre-Jules Hetzel T. I, avec Dumas et Dehs, Slatkine, 1999
- Jules Verne et le spectacle, Campredon, 1999
- Spedizione Jules Verne, un viaggio straordinario, Mazzotta, 2000
- Correspondance inédite de Jules Verne et de Pierre-Jules Hetzel T. II, avec Dumas et Dehs, Slatkine, 2001
- Correspondance inédite de Jules Verne et de Pierre-Jules Hetzel T. III, avec Dumas et Dehs, Slatkine, 2002
- Correspondance inédite de Jules et Michel Verne avec l'éditeur Louis-Jules Hetzel Tome I, avec Olivier Dumas et Volker Dehs, Slatkine, 2004
- Correspondance inédite de Jules et Michel Verne avec l'éditeur Louis-Jules Hetzel Tome II, avec Dumas et Dehs, Slatkine, 2006
- Frédéric Chopin, aperçus biographiques, avec Maria Gondolo della Riva Masera, Michel de Maule, 2010
- Jules Verne dans le Musée des familles, Ediciones Paganel, 2020